# Pfaffenköpfe
Das Naturschutzgebiet Pfaffenköpfe liegt im Landkreis Nordhausen in Thüringen östlich von Petersdorf, einem Ortsteil der Stadt Nordhausen. Am nordwestlichen Rand des Gebietes verläuft die Landesstraße L 1038 und östlich die L 2076.

## Bedeutung
Das aus zwei Teilgebieten bestehende 153,5 ha große Gebiet mit der NSG-Nr. 412 wurde im Jahr 2014 unter Naturschutz gestellt.
Die Pfaffenköpfe zeichnen sich „durch markante Karsterscheinungen und einen großflächigen Komplex aus Halbtrocken-, Trocken- und Pionierrasen aus. Das Gebiet wird außerdem geprägt von Dolinen, Uvalas, Karstquellen und Auslaugungstälern.“